# Peter Melander von Holzappel

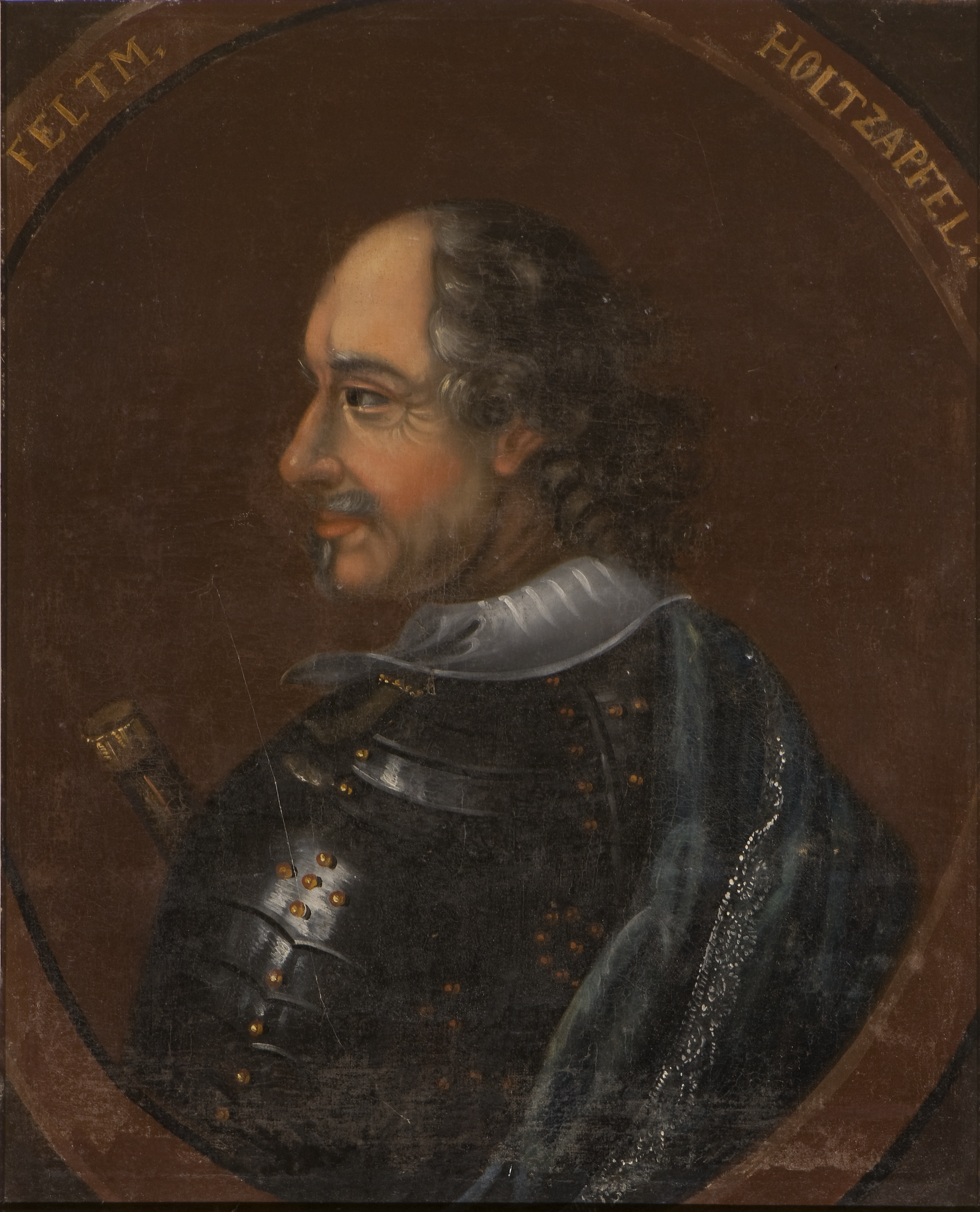
Feldmarschall Peter Melander, Graf von Holzappel

Peter Melander, Graf von Holzappel, Freiherr zu Laurenburg und Herr zu Lülsdorf (* 8. Februar 1589 in Niederhadamar als Peter Eppelmann; † 18. Mai 1648 in Augsburg) war ein bedeutender Feldherr im Dreißigjährigen Krieg. Er kämpfte zunächst auf Seiten der mit den Schweden verbündeten Landgrafschaft Hessen-Kassel und wurde dann nach einer Übergangszeit Anfang 1647 bis zu seinem Tod zum Oberbefehlshaber der gegnerischen kaiserlichen Truppen berufen.

## Herkunft, Familie und Nachkommen
Peter Melander wurde als Peter Eppelmann am 8. Februar 1589 in Niederhadamar als Sohn des Wilhelm Eppelmann, gen. Melander († 29. November 1592), reitender Landbote des Grafen Johann von Nassau-Hadamar und der Anna Seiffenmacher, in eine reformierte Familie geboren. In der Familie sind mehrere Geistliche, Träger lokaler Verwaltungsämter und der Besitz von zwei Mühlen in der Umgebung verbürgt. Das Geburtsdatum ist urkundlich belegt, wohingegen dem in der älteren Literatur vorzufindenden Geburtsjahr 1585 eine irrtümliche Altersangabe auf dem Epitaph Melanders in der Kirche von Holzappel zugrunde liegt. Nach dem Tod seines Vaters 1592 zog Peter Eppelmann zu seinem kinderlosen Onkel Johann, einem Sekretär des Moritz von Oranien, in die Niederlande. Sein Onkel hatte den Familiennamen Eppelmann ins griechische „Melander“ übersetzt, und Peter übernahm den Namen des Onkels. Durch das Bemühen von Johann Melander wurde die Familie 1606 in den ritterlichen Adelsstand erhoben und übernahm danach den Namen „von Holzappel“ von dem ausgestorbenen Adelsgeschlecht „Holzappel von Voitsburg-Selzberg“ aus dem Raum Gießen, von Burg Vetzberg (Voitsburg). Seine Ausbildung erhielt Peter Melander um 1599/1600 an der Hohen Schule Herborn und ab 1604 an der Universität Leiden.
Peter Melander heiratete im Juni 1638 in Groningen Agnes (* 11. Mai 1607; † 1656), Tochter des Johann Wilhelm von Efferen genannt Hall, schwedischen Rats und Drosten zu Ravenstein, und Witwe des schwedischen Obersten Bernhard Bogislav von Platen, die 1656 starb. Mit ihr hatte er sein einziges ihn überlebendes, eheliches Kind, die Tochter Elisabeth Charlotte, spätere Gräfin von Holzappel-Schaumburg (1640–1707). Diese heiratete den Fürsten Adolf von Nassau-Dillenburg und wurde damit Fürstin Elisabeth Charlotte von Nassau-Schaumburg. Daneben hatte Peter Melander aus der Ehe mit Agnes von Efferen eine Tochter Ludovika, die jedoch bereits 1644 als Kleinkind gestorben war. Aus einer Beziehung mit seiner Dienstmagd Catharina Winter aus Neumark waren zwei uneheliche Söhne hervorgegangen, Hektor von Holzappel, der 1647 als kaiserlicher Oberst starb, und Wilhelm von Holzappel, der 1691 als Generalmajor der niederländischen Generalstaaten in der Schlacht von Aughrim fiel. Aus einer weiteren Beziehung, mit Catharina Gottorp aus Werl, stammte die Tochter Catharina, welche 1715 verstarb.
Zu Melanders Nachfahren gehören Beatrix der Niederlande und König Karl Gustav von Schweden.

## Militärische Laufbahn

### Erste Engagements: Niederlande, Schweiz, Venedig
Nachdem er Page des Erbgrafen Johann Ernst von Nassau-Siegen geworden war, trat Melander 1606/07 in holländische Dienste als Gemeiner Kommandant einer Reiter-Kompanie. 1614 nahm er am Feldzug am Niederrhein gegen Ambrosio Spinola im Rahmen des Jülich-Klevischen Erbfolgestreits teil. 1615 trat er in die Armee der Republik Venedig über, bei der Erbgraf Johann Ernst General geworden war. In dessen Gefolge kämpfte er ab 1616 im Friauler Krieg (Uskokenkrieg) gegen Erzherzog Ferdinand von Steiermark. Er verblieb dort auch, nachdem Johann Ernst 1617 gefallen war und stieg zum venezianischen Sergeant-Major (1617) und schließlich zum Oberst (30. Dezember 1621) auf. Seinem Ansuchen auf Beurlaubung wurde 1621 (August 1622 Gesuch um Urlaubsverlängerung an Venedig) stattgegeben und in weiterer Folge befehligte er als Oberst und Kommandant der Stadt Basel ein Regiment. 1624 kehrte er in venezianische Dienste zurück und kämpfte als Verbündeter Frankreichs in den Feldzügen der Bündner Wirren im Kampf um das strategisch wichtige Veltlin und im nachfolgenden Mantuanischen Erbfolgekrieg. Am 29. Mai 1630 verlor er unter dem Duc de Candalle nahe von Mantua die Schlacht bei Villabuona gegen kaiserliche Truppen unter Matthias Gallas. Ende Juni 1630 erhielt er ein Patent, 2000 Niederländer für Venedig zu rekrutieren und kehrte deshalb in seine Heimat zurück. Anfang 1631 verabschiedete er sich aus venezianischen Diensten.

### Hessen-Kasselsche Dienste 1633–40
Den ersten Höhepunkt seiner militärischen Laufbahn erreichte Melander mit der Ernennung zum Generalleutnant und geheimen Kriegsrat des Landgrafen Wilhelm V. von Hessen-Kassel am 21. April 1633. Das war der höchste militärische Rang nach dem Landgrafen selbst. Der reformierte Landgraf Wilhelm war mit den Schweden verbündet. Somit führte Peter Melander die hessen-kasselschen Truppen gegen die kaiserlichen Truppen der katholischen Seite ins Feld. Am 28. Juni 1633 in der Schlacht bei Hessisch Oldendorf befehligte Melander das Zentrum der protestantischen Streitkräfte unter Georg von Calenberg und trug viel zum Sieg über die kaiserlichen Truppen bei. Auch in der Folge brachte Melander den kaiserlichen Truppen auf westfälischem Gebiet einige empfindliche Niederlagen bei: am 26. Mai 1634 Einnahme Hamms, am 27. Juni 1634 Sieg gegen Lothar Dietrich von Bönninghausen, General der katholischen Liga, der gezwungen wurde, sich über den Rhein zurückzuziehen.
Nach dem Tod von Landgraf Wilhelm im Herbst 1637 hielt dessen Ehefrau, die Landgräfin Amalie Elisabeth, an der anti-habsburgischen Bündnispolitik ihres Ehemannes fest. Erneute Verhandlungen zum Beitritt Hessen-Kassels zum Prager Frieden scheiterten und der am 10. März 1638 wahrscheinlich auf Anraten Melanders geschlossene Waffenstillstand mit dem Kaiser endete am 21. Oktober 1639 durch ein Bündnis der Landgräfin mit Frankreich. Diese Haltung wollte Melander nicht länger unterstützen und legte am 1. Juli 1640 den Oberbefehl über die hessen-kasselschen Truppen nieder. Daraufhin wurden unter Vermittlung des Pfalzgrafen Wolfgang Wilhelm von Neuburg, Herzog von Jülich-Berg, die Verhandlungen mit dem Kaiser Ferdinand III. über ein Kommando in kaiserlichen Diensten wieder aufgenommen.

### Pfalz-neuburgische und kaiserliche Dienste 1640–1647
Pfalzgraf Wolfgang Wilhelm wies Melander Haus Angerort bei Duisburg als Wohnort zu und sandte ihn an den Kaiserhof in Wien. Dort wurde er am 23. Dezember 1641 gemeinsam mit seinem Bruder Jakob zum Reichsgrafen von Holzappel ernannt. Am 15. Februar 1642 erhielt er ein kaiserliches Feldmarschallpatent mit einem Jahresgehalt von 12.000 Talern. Nach der Plünderung Angerorts durch hessen-kasselsche Soldaten im Frühjahr 1642 verlieh ihm der Pfalzgraf am 15. Juli des Jahres als Ausgleich Burg und Ort Lülsdorf bei Niederkassel sowie die nahen Dörfer Ranzel und Lohmar als bergisches Lehen.
Erst 1645, nach dem Einfall Wrangels in Westfalen, erhielt Melander wieder ein militärisches Kommando als Befehlshaber der westfälischen Kreistruppen. Er schützte zuerst das Herzogtum Berg, zog mit 400 Reitern zur Unterstützung Leopold Wilhelms an den Main und führte anschließend Truppen nach Oberhessen, um Landgraf Georg II. im Hessenkrieg gegen Melanders ehemalige Dienstherrin, die Landgräfin Amalie, zu helfen. 1646 kämpfte er auf dem linken Rheinufer gegen den kasselschen Feldherrn Carl von Rabenhaupt, zwang diesen, die Belagerung von Zons abzubrechen und befreite die jülichen Orte Euskirchen, Münstereifel, Nideggen und Heinsberg von hessischer Besatzung. Vor Ende des Jahres ging er noch auf das andere Rheinufer über und besetzte am 30. November Paderborn.
Nach dem Tode von Matthias Gallas erhielt Melander am 29. April 1647 den Oberbefehl über die gesamten kaiserlichen Truppen (General-Kriegs-Kommandant über alle kaiserlichen Armaden). Im Juli 1647 führte er die Truppen nach Böhmen, traf dort aber zu spät ein, um die schwedische Einnahme von Eger zu verhindern. Ende August erzielte seine Kavallerie einen Erfolg gegen schwedische Reiter unter Generalmajor Helmold Wilhelm Wrangel in der Schlacht bei Triebl. Im Oktober stießen etwa 10.000 Bayern unter Graf Jost von Gronsfeld zu seinem Heer, gemeinsam verdrängten sie das schwedische Heer aus Böhmen und verfolgten es durch Sachsen und Thüringen. Unstimmigkeiten zwischen den beiden Generalen führten jedoch Ende November bereits wieder zur Trennung von Kaiserlichen und Bayern. Melander belagerte Marburg und konnte die Stadt mit Ausnahme des Marburger Schlosses im Dezember 1647 einnehmen. Bei der Belagerung verlor er jedoch zahlreiche Truppen. Am 28. Dezember ließ der hessen-kasselsche Kommandant des Schlosses, Johann Georg Stauff, seine Geschütze auf das Haus des Apothekers Seip abfeuern, wo sich Melander gerade zum Trompetensignal zu Tisch setzen wollte. Melander wurde durch einen zerschossenen Balken schwer verwundet und der vor der Tür stehenden Schildwache wurde der Kopf abgerissen.

### Letzte Schlacht und Tod 1648
Erst Mitte Januar konnte der genesene Melander wieder den Befehl über die kaiserliche Armee übernehmen. Als die in ihren Winterquartieren an der Weser aufgefrischten schwedischen Verbände unter Wrangel noch im gleichen Monat in die Offensive gingen, zog sich Melander mit seinen angeschlagenen Truppen in Richtung Main zurück, um näher an die in Franken liegende bayerische Armee zu rücken. Zunächst sollten die kaiserliche Infanterie unter Johann Wilhelm von Hunolstein und die Kavallerie unter Raimondo Montecuccoli die Fränkische Saale abriegeln. Im Februar ging man auch über den Main zurück. Hunolstein verhandelte deshalb in Melanders Auftrag mit dem neutralen Würzburger Bischof Johann Philipp von Schönborn über die Nutzung der Würzburger Mainbrücke. Schließlich überquerte man jedoch den Fluss bei Ochsenfurt.
Nachdem Versuche scheiterten, die Franzosen unter Turenne von einer Vereinigung mit den Schweden abzuhalten, gingen Kaiserliche und Bayern auch hinter die Donau zurück. In der Nähe des Dorfes Zusmarshausen bei Augsburg wurden sie am 17. Mai 1648 beim Durchqueren eines Engpasses in äußerst verwundbarer Position vom gegnerischen schwedisch-französischen Heer überrascht. Melander, der sich zur Verstärkung der kaiserlichen Nachhut unter Montecuccoli in das Kampfgetümmel gestürzt hatte, wurde von zwei Schüssen in Brust und Schulter getroffen. Er starb am 18. Mai 1648 um 3 Uhr morgens in Augsburg an den Folgen der Verwundungen, die er in der Schlacht bei Zusmarshausen erhalten hatte.
Melander von Holzappel gehörte der evangelisch-reformierten Kirche an und deshalb hatte seine Ehefrau Schwierigkeiten, einen Begräbnisplatz für ihren Ehemann zu finden. In der lutherischen Reichsstadt Regensburg lehnte das geistliche Ministerium sein Begräbnis strikt ab. Seine Ehefrau musste mit dem einbalsamierten Leichnam ihres Ehemannes in seine Heimatregion weiterziehen.
Bestattet wurde Melander von Holzappel in der Fürstengruft ("Melandergruft") der evangelischen Johanneskirche in Rheinland-Pfalz, im Ort Holzappel (Esterau).

## Erwerb der Herrschaft Holzappel
Durch seine hohe Stellung im Dreißigjährigen Krieg reich geworden, erwarb Peter Melander 1643 für 64.000 Taler die Herrschaft Esterau vom Fürsten Johann Ludwig von Nassau-Hadamar, der in erheblichen finanziellen Schwierigkeiten war. Kaiser Ferdinand III. erhob die kleine Herrschaft kurz darauf zur „Freien Reichsunmittelbaren Grafschaft Holzappel“. Damit wurde Melander Mitglied des Wetterauischen Reichsgrafenkollegiums.
Peter Melander trat zudem mehrfach als Kreditgeber für verschiedene nassauische Fürsten wie Johann Ludwig von Nassau-Hadamar auf. Er hinterließ ein Vermögen, das es seiner Frau Agnes ermöglichte, im Jahr 1656 die Herrschaft und das Schloss Schaumburg zu erwerben und mit der Grafschaft Holzappel zur Grafschaft Holzappel-Schaumburg zu vereinigen. Melanders Tochter Elisabeth Charlotte nannte den Hauptort Esten 1685 in Holzappel um.

## Würdigung
Melander, der heute größtenteils vergessen scheint, war zu seinen Lebzeiten ein hoch angesehener Kriegsherr, um dessen Dienste fast alle Kriegsmächte buhlten. Von ihm stammt der im Westerwald bekannte Spruch: „Ich bin ein Deutscher und noch dazu ein Westerwälder; das will soviel heißen wie zwei Deutsche!“ In Abwandlung wird die Urheberschaft dieses, sich auf Melander beziehenden Spruchs jedoch auch Moritz von Oranien und Kaiser Ferdinand III. zugeschrieben.

„Melander war ein arroganter und gefährlicher Mann, aber einer, der die feste Loyalität der hessischen Truppen besaß, obgleich seine eigene Loyalität eine unsichere Angelegenheit war. Er war dafür bekannt, auf Ehren und Vorzugsbehandlung Wert zu legen, aber auch dafür, dass er nicht nach Gelegenheiten Ausschau hielt. Unternehmungen, so ehrenhaft sie sein mochten, waren für ihn uninteressant, es sei denn, man entlohnte ihn reichlich und garantierte, dass er im Fall des Scheiterns nicht die Verantwortung übernehmen musste. Seine Gier war legendär. Einem Gesandten des französischen Hofs gegenüber brüstete er sich damit, ‚dass er nur großen Königen diene, die auch über die Mittel verfügten, ihre treuen Diener zu belohnen‘. Doch trotz seiner vielen Schwächen war Melander ein erfahrener General...“

Nach Auskunft von Andreas Pechtl befindet sich ein Brustbild Melanders von Holzappel im Profil nach links in der Porträtgalerie von Schloss Gripsholm (Inv.-Nr. 798), von einem weiteren Brustbildnis nach viertelrechts eine Photographie in den Beständen der Deutschen Fotothek (Nr. df_0001833). Beide Porträts sind wohl authentisch. Andreas Pechtl hat ferner das in den Nassauischen Lebensbildern und danach in zahlreichen Beiträgen über Melander reproduzierte Porträt als unzutreffend entlarvt. Es zeigt nicht den Feldmarschall, sondern den Fürsten Christian II. von Anhalt-Bernburg.